# ناتانیل پارکر
ناتانیل پارکر (به انگلیسی: Nathaniel Parker) (زادۀ ۱۸ مه ۱۹۶۲) بازیگر انگلیسی است.
از کارهای معروف او می‌توان به بازی در سریال مرلین و فیلم گرد ستاره اشاره کرد.